# Szircs vára
Szircs vára (horvátul: Sirač – Stari grad), vár Horvátországban, Szircs keleti határában.

## Fekvése
Szircs központjától keletre, a Bijela-patak völgye felett emelkedő magaslaton található.

## Története
Szircs egykori vára 13. századi eredetű. Valószínűleg a Tibold nemzetség építtette, de csak 1423-tól említik, amikor Kasztellánfiaké volt. Kasztellánfi Gáspár 1430-ban kapott engedélyt a szircsi castellum castrummá való átépítésére. A vár a középkorban az alatta fekvő hegyszorost védte. A 15. század folyamán kényelmesebb várkastéllyá építették át, régi lakótornyából pedig várkápolna lett. 1516-ban a család magvaszakadtával Bornemissza János szerzett rá adományt. A térség többi várához hasonlóan 1542-ben foglalta el a török. A 17. század végén szabadult fel a török uralom alól, amikor a Hans Dünewald császári generális vezette császári csapatok 1687-ben elfoglalták és elpusztították Szircset.

## A vár mai állapota
A település központjától keletre, a Bijela-patak völgye felett emelkedő magaslaton találhatók Szircs középkori várának jelentékeny maradványai. A ma Stari Gradnak nevezett vár helyén a 13. században nemesi udvarház épült, melyet 1430-ban várrá építtetett át akkori ura Kasztellánfi Gáspár. A 15. században kényelmesebb várkastéllyá építették át. 1542-ben foglalta el a török és nagyszámú katonaságot, valamint ágyúkat helyezett el benne. Egy kisebb dzsámit is építettek a várban. A korabeli dokumentumokból kiderül, hogy a parancsnoka egy, a pakráci pasa alá rendelt aga volt. 1687-ben visszafoglalták a keresztény hadak, valószínűleg ekkor pusztult el. A várat mára csaknem teljesen feltárták, falait ahol nem volt látható mintegy méteres magasságba falazták fel. A vár szabálytalan ötszög alaprajzú, bejárata délkeleten a fal mellett húzódó két épületszárny között volt. A kaput valószínűleg torony védte, de ez ma már nem látszik. A belsővár falait utóbb egy ezt követő alakú külső fallal vették körül, melyet patkó alakú tornyok erősítettek. Ezt feltehetően még egy, jóval vékonyabb fal övezte. A falak ma szakszerűen konzerválva, néhány helyen még emeletnyi magasságban állnak.